# Aleksej Ivanovič Skuratov
Aleksej Ivanovič Skuratov, in russo Алексей Иванович Скуратов? (1709 – 1765 ?), è stato un esploratore russo.
Uno dei primi esploratori russi dell'Artico, ha partecipato alla Seconda spedizione in Kamčatka. Nel periodo dal 1736 al 1739 era stato assegnato al distaccamento Dvina-Ob della Seconda spedizione in Kamčatka, guidato da Stepan Gavrilovič Malygin. Dai rilevamenti di Malygin e Skuratov è stata fatta la prima mappa della costa del mare di Barents e di Kara da Arcangelo alla foce del fiume Ob'. La lunghezza della costa mappata era di circa quattromila chilometri. Su tale mappa, appariva per la prima volta il nome "mare di Kara", in ricordo dello svernamento della spedizione sul fiume Kara.

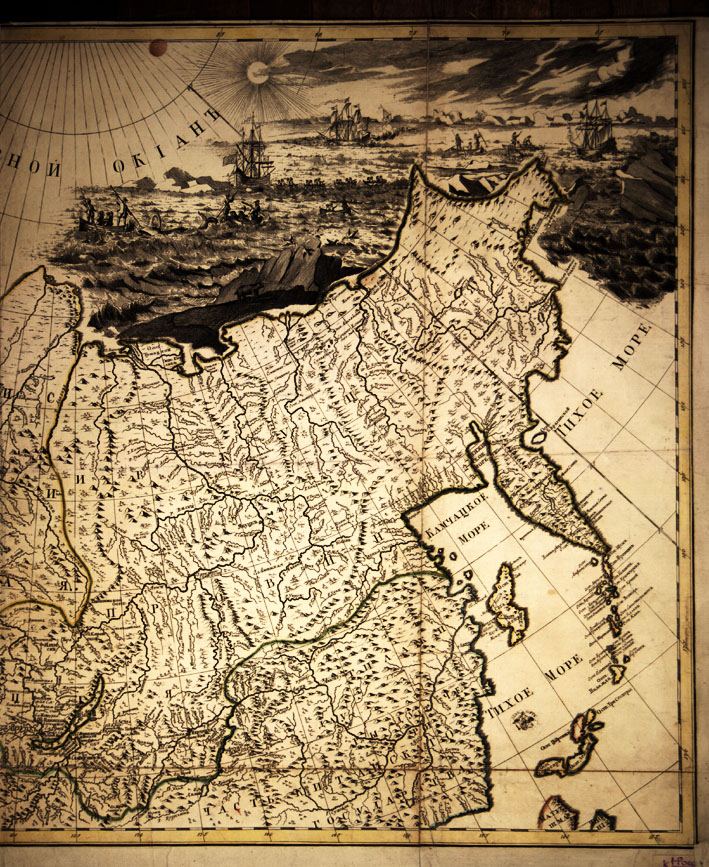
Mappa russa dell'Estremo Oriente (1745).

## Biografia
Gli Skuratov di Tula discendevano da Ivan Skuratov-Bel'skij, fratello di Maljuta Skuratov, braccio destro di Ivan il Terribile. La famiglia viveva nel villaggio di Žuravino (Журавино), l'attuale Bol'šoe Skuratovo. Aleksej, entrato all'Accademia Navale nel 1721, in cinque anni si era laureato con lode. Nel 1726, era già guardiamarina; inviato in Francia per approfondire gli studi delle scienze, al ritorno aveva continuato ad insegnare presso l'Accademia. Nel 1736 Skuratov era stato inviato alla "Grande spedizione del Nord", ideata da Pietro I, alla ricerca di un passaggio nei mari del nord verso la Cina e l'India. Dopo la spedizione Aleksej Skuratov aveva servito nella flotta del Baltico sulle navi Astrachan', Azov, Petr ed era stato dimesso per ragioni di salute l'11 settembre del 1752 con il grado di capitano di corvetta (капитан 3-го ранга).

### La spedizione del distaccamento Dvina-Ob
Nel 1732, il senato aveva approvato il progetto della spedizione in Kamčatka affidandolo a Vitus Bering. La spedizione era composta da sei unità navali per lo studio delle condizioni di navigazione nei possedimenti russi da Arcangelo alle isole giapponesi. Il distaccamento di Skuratov doveva andare dalla foce della Dvina, ad Arcangelo, sino alla foce dell'Ob', circumnavigando l'allora ignota penisola Jamal. Un primo tentativo, affidato a Stepan V. Murav'ëv e Michail Pavlov, era stato fatto nel 1733-34, ed era fallito a causa del ghiaccio. Un secondo tentativo sarebbe iniziato nel 1736, su due nuove navi più solide: la Pervyj e la Vtoroj comandate rispettivamente da Skuratov e Ivan M. Suchotin, che erano partite da Arcangelo facendo rilevamenti nel mar Bianco, all'isola Moržovec e alla penisola di Kanin, dirette alla baia della Pečora, per incontrare Malygin, la cui nave, l'Ob, aveva però subito dei danni. Nel 1737 era stato raggiunto il passaggio tra l'isola Belyj e la penisola Jamal (che ora si chiama stretto di Malygin) che conduceva al golfo dell'Ob'. A settembre Malygin era entrato nella foce dell'Ob' e aveva potuto risalire il fiume e raggiungere Berëzovo. La spedizione era terminata con il rientro della Pervyj ad Arcangelo solo il 15 agosto del 1739, e della Vtoroj 10 giorni più tardi.

## Luoghi che portano il suo nome
- Capo Skuratov (мыс Скуратова), l'estremo punto nord-ovest della penisola Jamal 72°55′05″N 69°25′08″E[7].
- Capo Skuratov (мыс Скуратова), a sud della cittadina di Dikson (73°27′40″N 80°35′16″E)[8].
- Stretto di Skuratov (пролив Скуратова), braccio di mare tra le isole Olen'i e l'isola Bern, a sud dell'isola di Dikson 73°26′13″N 80°15′58″E[9].
- Bol'šoe Skuratovo (Большое Скуратово) e Stancija Skuratovo (Станция Скуратово), villaggi del Černskij rajon dell'oblast' di Tula.
- Lejtenant Skuratov (Лейтенант Скуратов), nave della flotta del Baltico (1899-1910)[10]